# Expedition Range
Die Expedition Range ist ein Gebirgszug im zentralen Hochland von Queensland in Australien. Die Range liegt 47 Kilometer von Rolleston entfernt und etwa 530 Kilometer nordwestlich von Brisbane.

## Name
Im Jahr 1844 benannte der preußische Entdeckungsreisende Ludwig Leichhardt den Gebirgszug auf seiner ersten Australienexpedition. Einen der Berge der Expedition Range nannte er Mount Nicholson (770 Meter hoch) nach Dr. Charles Nicholson, der die Idee einer Landexpedition durch den Nordosten Australiens bis nach Port Essington im Council von New South Wales vorgetragen hatte.

## Landschaft
Die Erhebungen bestehen aus Sandstein. Quer durch das Gebiet bahnte sich der Robinson Creek einen Weg und schuf dabei eine 100 Meter hohe Schlucht. Geprägt wird das Bergland durch weitere Schluchten und Sandstein-Klippen. In der Expeditions Range befindet sich der Expedition-Nationalpark. Der Comet River fließt entlang der westlichen Abhänge der Expedition Range und anschließend in nördlicher Richtung nach Rolleston. Der Dawson Highway überquert den nördlichen Teil der Expedition Range.

## Flora und Fauna
Das Gebiet wird von großen Eukalyptuswäldern dominiert. Cabbage Tree Palms (Livistona australis) sind an den Flussufern verbreitet und in den flachen Gebieten gibt es Gruppen von Brigalow (Acacia harpophylla) und Gebüsch.
Die Tierwelt ist mit den anderen hoch gelegenen Sandstein-Gebieten im zentralen Hochland Queenslands vergleichbar. Vögel leben an den Waldrändern wie auch Whiptail-Wallabys.

## Sonstiges
Der Gebirgszug spielt eine Rolle in dem Roman Landscape of Farewell (2007) von Alex Miller.